# Mahmud Abbas

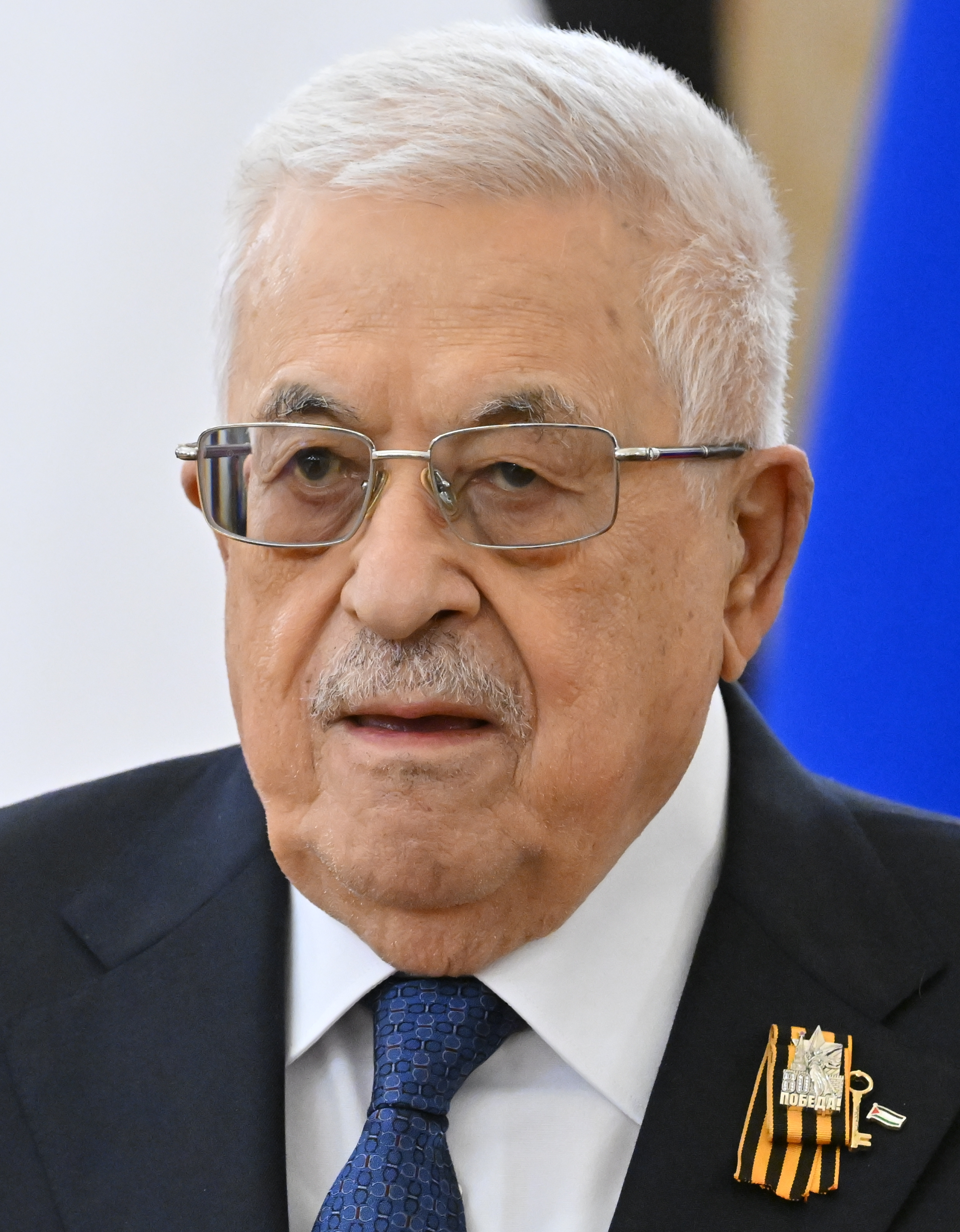
Mahmud Abbas (2025)

Mahmud Abbas (arabisch محمود عباس, DMG Maḥmūd ʿAbbās; int. auch Mahmoud Abbas; * 15. November 1935 in Safed, Völkerbundsmandat für Palästina), genannt Abu Mazen (أبو مازن, DMG Abū Māzin), ist ein führender Politiker der palästinensischen Fatah-Bewegung.
Seit November 2004 ist er Vorsitzender der Palästinensischen Befreiungsorganisation (PLO), seit dem 15. Januar 2005 Präsident der Palästinensischen Autonomiebehörde (PA) und seit dem 23. November 2008 Präsident des von einigen westlichen Staaten nicht anerkannten Staates Palästina. Seit dem 10. Januar 2009 führt Abbas die Amtsgeschäfte ohne demokratische Legitimierung. Er war von März bis September 2003 Ministerpräsident der Palästinensischen Autonomiebehörde. Aufgrund seiner Publikationen, seiner Dissertation mit Bezugnahme auf Holocaustleugner, seiner Buchveröffentlichung und seiner wiederholten Äußerungen gilt er sowohl als Holocaust-Relativierer wie auch als Holocaustleugner.

## Jugend und Studium
Während des Palästinakriegs 1948 floh Mahmud Abbas mit seinen Eltern nach Damaskus. Er studierte Englische und Arabische Literatur sowie Rechtswissenschaften an der dortigen Universität.
Zudem studierte er an der Patrice-Lumumba-Universität in Moskau Geschichte. 1982 wurde er im Fachbereich Israelische Politik mit einer Arbeit über Die Verbindungen zwischen Zionismus und Nazismus 1933–1945 (Связи между сионизмом и нацизмом (1933–1945 гг.)) promoviert. Nach einem Bericht des Middle East Media Research Institute bezweifelt Abbas im Vorwort seines 1984 auf Arabisch erschienenen Buches, das auf dieser Dissertation beruht, jeweils mit Verweis auf bekannte Holocaustleugner, dass zur Vernichtung der Juden Gaskammern verwendet wurden, und stellt in Abrede, dass im Holocaust sechs Millionen Juden ermordet wurden. Stattdessen spricht er von „möglicherweise weniger als einer Million“, wobei der Mord schon eines einzelnen Menschen gleichwohl ein inakzeptables Verbrechen sei. Zudem behauptet er, dass die gesamte zionistische Bewegung sich gegen das jüdische Volk verschworen und mit den Nazis kollaboriert habe, um „die Massenvernichtung auszuweiten“.

## Politische Karriere
Abbas war zu Beginn der 1960er-Jahre einer der Gründer der PLO und der Fatah-Bewegung. 1968 wurde Abbas Generalsekretär des Exekutiv-Komitees der PLO und Mitglied im Palästinensischen Nationalrat (PNC).
Abu Daud, der Hauptverantwortliche für den Anschlag auf das israelische Olympiateam 1972 in München, behauptete, Abbas habe als Finanzchef der PLO von dem Attentat gewusst und es finanziell unterstützt. Dieser Aussage widersprach er jedoch in einem Interview.
1980 wurde Abbas an die Spitze des PLO-Vorstandes gewählt und galt bis zum Tode Jassir Arafats als dessen inoffizieller Stellvertreter. Mahmud Abbas war bei den Verhandlungen der Verträge von Oslo beteiligt und unterzeichnete diese am 13. September 1993 zusammen mit Arafat und Jitzchak Rabin. Innerhalb der PLO genießt Abbas hohes Ansehen. Außerhalb der PLO galt er hingegen „in den Augen der palästinensischen Bevölkerung geradezu als Personifikation von Vetternwirtschaft und Selbstbereicherung.“

### Ernennung zum Ministerpräsidenten 2003

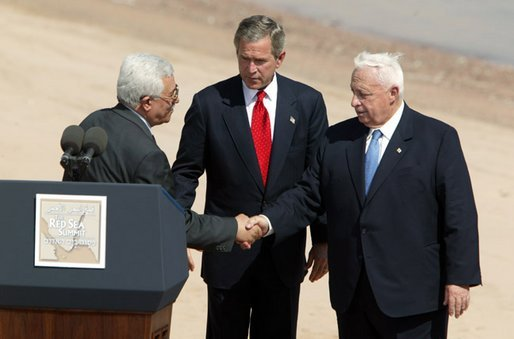
Mahmud Abbas, George W. Bush und Ariel Scharon auf dem Gipfel von Akaba Anfang Juni 2003

Am 19. März 2003 wurde Abbas von Jassir Arafat offiziell aufgefordert, das Amt des Ministerpräsidenten zu übernehmen. Die Regierungen Israels und der Vereinigten Staaten hatten Arafat zuvor massiv unter Druck gesetzt, weil sie ihn als Gesprächspartner für Friedensverhandlungen ausschalten und stattdessen mit dem als Gemäßigter geltenden Abbas verhandeln wollten. Condoleezza Rice, die nationale Sicherheitsberaterin von US-Präsident George W. Bush, berichtete in ihren Memoiren, wie eine Handvoll Leute im Jahr 2003, darunter sie selbst, Bush, CIA-Direktor George Tenet und Ariel Sharon, der damalige israelische Premierminister, Abbas persönlich zum Anführer des palästinensischen Volkes auswählten. Abbas erhielt alle Vollmachten zur Umstrukturierung der Verwaltung, Finanzen und Sicherheit.
Die Ernennung Abbas’ zum Ministerpräsidenten brachte nicht die erhoffte Bewegung in den Friedensprozess im Nahen Osten. Öffentlich ging er in Opposition zu Arafat, indem er demokratische Reformen und eine Stärkung des Parlaments forderte sowie das Ende der Zweiten Intifada als „Fehler“ bezeichnete, wodurch Arafat Abbas’ Arbeit sabotierte. Dies und die fehlende Unterstützung innerhalb der Bevölkerung, welche in ihm eine „Marionette Israels“ sah und Abbas’ Familie mit Korruption in Zusammenhang brachte, erschwerten seine Arbeit. Vor allem die Bekämpfung des Terrors, welche Israel und sein Regierungschef Ariel Scharon als Vorbedingung für israelische Konzessionen forderten, konnte unter Abbas nicht wirkungsvoll vorangebracht werden.
Abbas scheiterte schließlich als Ministerpräsident, nachdem der sogenannte „Fahrplan“ (Roadmap), der Friedensplan für die Palästinensischen Autonomiegebiete, durch mehrere palästinensische Selbstmordattentate und durch die gezielte Tötung des Hamas-Gründer Ahmad Yasin in Gaza im August 2003 durch einen israelischen Raketenangriff, gescheitert war. Daraufhin reichte Abbas am 6. September nach nur 100 Tagen bei Arafat seinen Rücktritt ein, der das Rücktrittsgesuch annahm und ihn bat, bis zur Bildung eines neuen Kabinetts zunächst weiter zu amtieren. Einen Tag später erklärte Abbas offiziell seinen Rücktritt als palästinensischer Ministerpräsident und begründete seine Entscheidung neben der Enttäuschung über mangelnden Rückhalt im palästinensischen Parlament auch mit der Weigerung Israels, sich konstruktiv am Friedensplan zu beteiligen. Weiter äußerte er seinen Unmut darüber, dass Israel durch die internationale Gemeinschaft, insbesondere die USA, zu wenig unter Druck gesetzt werde.
Als Nachfolger von Abbas setzte Arafat Ahmad Qurai ein, den bisherigen Präsidenten des Parlaments. Am 10. September erklärte dieser sich dazu bereit, das Amt zu übernehmen.

### Präsidentschaftswahlen 2005
Nach dem Tod von Jassir Arafat übernahm Mahmud Abbas von diesem das Amt des PLO-Vorsitzenden und wurde von der Fatah als Kandidat für die palästinensischen Präsidentschaftswahlen aufgestellt. Am 9. Januar 2005 wurde er von den Palästinensern mit 62,3 Prozent der Wählerstimmen zum Präsidenten der Palästinensischen Autonomiebehörde gewählt. In der westlichen Welt wurde das Ergebnis positiv aufgenommen. In seiner Antrittsrede sagte er: „Ich schenke diesen Sieg der Seele von Jassir Arafat und ich schenke ihn unserem Volk, unseren Märtyrern und den 11.000 Gefangenen in Israel.“ Außerdem forderte er die Palästinenser auf, den bewaffneten Widerstand gegen Israel zu beenden. Javier Solana bezeichnete die Wahl als historische Chance für eine Friedenslösung, US-Präsident Bush lud Abbas zu Gesprächen nach Washington ein und Schimon Peres würdigte den Sieg als „Beginn eines neuen Prozesses“.
Die Hamas hatte zunächst zum Boykott der Präsidentenwahl aufgerufen, akzeptierte diese Wahl aber in der Folge angesichts des hohen Wahlsiegs. Hassan Yousef, der Chef der Hamas im Westjordanland, schloss eine Anerkennung Israels grundsätzlich nicht mehr aus. Mahmud az-Zahar, Hamas-Chef des Gazastreifens, erklärte dagegen in einem Interview, die Hamas werde „den Widerstand nicht aufgeben“, und schloss eine Anerkennung Israels aus. Trotz seiner Bemühungen für eine friedliche Lösung des Nahost-Konfliktes wurde der bewaffnete Widerstand auch während der Amtszeit Mahmud Abbas’ fortgeführt. Ein am 23. Januar ausgehandelter Waffenstillstand von Hamas und Islamischem Dschihad wurde bereits am 12. Februar durch einen Angriff auf israelische Siedlungen gebrochen. Auch Israel führte militärische Operationen in palästinensischen Gebieten durch, so wurden am 9. April drei Palästinenser im Gaza-Streifen durch israelische Soldaten getötet.
Im Mai reiste Abbas nach Nordamerika und sprach dort mit US-Präsident George W. Bush und Kanadas Premierminister Paul Martin. Als Ergebnis dieser Gespräche sagte Präsident Bush ihm eine finanzielle Unterstützung in Höhe von 50 Millionen US-Dollar für den Wohnungsbau im Gaza-Streifen zu. Kanada sagte 9,5 Millionen US-Dollar Unterstützung für juristische Reformen, Wohnungsbau, Wahlbeobachter, Grenzverwaltung und Stipendien für palästinensische Flüchtlings-Frauen im Libanon zu.
Auch im weiteren Verlauf des Jahres flaute der Konflikt zwischen Palästinensern und Israel nicht ab. Abbas verkündete daher am 9. August 2005, dass die Parlamentswahlen, welche ursprünglich für den 17. Juli vorgesehen waren, in den Januar 2006 verlegt werden würden.

### Parlamentswahlen 2006

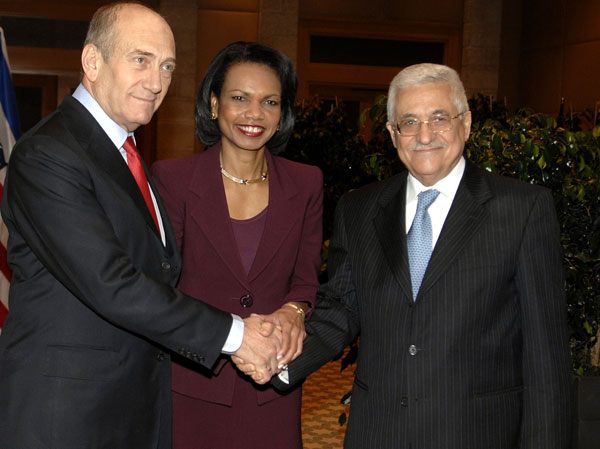
Abbas mit dem israelischen Ministerpräsidenten Ehud Olmert und der US-Außenministerin Condoleezza Rice, 2007

Bei den Parlamentswahlen am 25. Januar 2006 musste die Fatah eine herbe Niederlage einstecken und verlor die Mehrheit im palästinensischen Parlament; die Hamas erreichte die absolute Mehrheit, womit der Präsident verpflichtet war, sie mit der Regierungsbildung zu beauftragen. Die Verantwortung für diese Niederlage wurde vielfach Mahmud Abbas zugeschrieben, da dieser während seiner Amtszeit die Bedenken des palästinensischen Volkes bezüglich Korruption innerhalb der Autonomiebehörde nicht mildern konnte. Auch die Bereitschaft Abbas’, sich mit Israel und den USA an einen Tisch zu setzen, wird von vielen Palästinensern kritisch betrachtet. Einen Tag nach den Wahlen erklärte Mahmud Abbas unter dem Eindruck der Niederlage seiner Partei, dass er nach Ablauf seiner aktuellen Amtszeit (bis 2009) nicht für eine weitere Amtsperiode als Präsident der Autonomiebehörde zur Verfügung stehen werde. Nachdem am 28. März 2006 das neue Kabinett als Alleinregierung der Hamas unter der Führung von Ismail Haniyya vom palästinensischen Parlament bestätigt worden war, verschlechterten sich aufgrund der weiterhin aggressiven Haltung der Hamas gegenüber Israel die diplomatischen Beziehungen zur westlichen Welt, insbesondere den USA, was Abbas’ Position weiter schwächte. Am 15. Mai 2006 traf Abbas zu Gesprächen mit dem russischen Präsidenten Wladimir Putin in Sotschi zusammen.
Im Laufe des Jahres 2006 kam es trotz der am 16. August erzielten Einigung von Abbas und Haniyyas, eine neue sogenannte „Regierung der nationalen Einheit“ zu bilden, immer wieder zu gewalttätigen Machtkämpfen. Am 8. Februar 2007 legten Fatah und Hamas auf der Friedenskonferenz von Mekka ihren Konflikt zunächst bei und Mahmud Abbas beauftragte Ismail Haniyya am 15. Februar mit der Bildung einer Einheitsregierung aus Hamas und Fatah. Am 17. März wurde das neue Kabinett von Mahmud Abbas vereidigt, und die Lage schien sich allmählich zu beruhigen. Obwohl Israel die neue Regierung boykottierte, traf sich Abbas im April 2007 in Jerusalem mit dem israelischen Ministerpräsidenten Ehud Olmert, um mit ihm über die Rahmenbedingungen für einen zukünftigen palästinensischen Staat zu sprechen.

### Bürgerkrieg in den Palästinensischen Autonomiegebieten 2007
Gleichzeitig begannen die Konflikte im Gazastreifen erneut auszubrechen und nahmen im Juni bürgerkriegsähnliche Ausmaße an, so dass Mahmud Abbas am 15. Juni, nachdem die Fatah ihren Einfluss im Gaza-Streifen quasi gänzlich verloren hatte, das Einheitskabinett für abgesetzt erklärte und eine Notstandsregierung aus Fatah-Mitgliedern und vielen Unabhängigen berief, die vom damaligen Finanzminister Salam Fayyad geleitet wurde, der der Partei Dritter Weg und somit keiner der zwei großen Strömungen angehört. Sowohl die Europäische Union als auch die USA unterstützten Abbas in dieser Entscheidung und verurteilten die Machtübernahme der Hamas im Gazastreifen. So sagte US-Außenministerin Condoleezza Rice, dass Abbas bei der Auflösung der Regierung von seinen „rechtmäßigen Befugnissen als Präsident“ Gebrauch gemacht habe. In der Auseinandersetzung zwischen Fatah und Hamas erhielt Abbas daraufhin auch Rückendeckung durch Russland, den ägyptischen Staatspräsidenten Husni Mubarak, den jordanischen König Abdullah II. und den israelischen Ministerpräsidenten Ehud Olmert. Abbas sprach sich daraufhin wiederkehrend für eine Politik der Verständigung mit Israel aus und Ende November 2007 folgte auf einer Nahost-Konferenz im amerikanischen Annapolis eine gemeinsame Erklärung mit Olmert, in der beide ihren Willen zu ernsthaften Friedensverhandlungen ausdrückten.

### Wahl zum palästinensischen Präsidenten 2008
Am 23. November 2008 wählte der Palästinensische Nationalrat der PLO Abbas einstimmig zum Präsidenten des Staates Palästina, welcher am 15. November 1988 ausgerufen worden war, jedoch nicht weltweit anerkannt wird. Ein Posten, den zuletzt Jassir Arafat bekleidete. Die israelische Tageszeitung Haaretz wertete diesen Schritt als „hauptsächlich symbolische Sympathiekundgebung“.

### OperationGegossenes Blei, Wiederwahl durch die Fatah und Versöhnungsversuch mit der Hamas
Anfang März 2008 setzte Abbas aus Protest gegen Israel alle Kontakte im Friedensprozess aus, nachdem eine Luft-Boden-Offensive der israelischen Armee gegen palästinensische Raketenkommandos im Gazastreifen zu mehreren Toten geführt hatte. Gleichzeitig kamen Menschenrechtsorganisationen zu dem Schluss, dass die Not im Gazastreifen durch eine israelische Blockade so schlimm sei wie seit 1967 nicht mehr. In der Folgezeit kam es immer wieder zu heftigen Kämpfen zwischen Fatah und Hamas. Ende Dezember 2008 lief ein sechsmonatiger Friedensvertrag zwischen der Hamas im Gazastreifen und Israel aus. Daraufhin wurden 30 Raketen aus dem Gazastreifen nach Südisrael abgefeuert, die schwere Angriffe der israelischen Luftwaffe und Anfang Januar 2009 eine dreiwöchige israelische Bodenoffensive (Operation Gegossenes Blei) provozierten. Nach dem Rückzug Israels sprach sich Abbas auf einem arabischen Gipfeltreffen in Kuwait unter anderem für die Umsetzung einer ägyptischen Waffenstillstandsinitiative und den Einsatz internationaler Schutztruppen im Gazastreifen aus, was von der Hamas aber abgelehnt wurde.
Nach gescheiterten Gesprächen zwischen Fatah und Hamas stellte der damalige Ministerpräsident Salam Fayyad Mitte März 2009 eine erneut von der Fatah dominierte Regierung vor; Abbas eigene Amtszeit war eigentlich im Januar des Jahres abgelaufen, wurde jedoch durch eine veränderte Interpretation des Wahlgesetzes als um ein Jahr verlängert erklärt, um die 2010 anstehenden Wahlen organisieren zu können. Diese Wahlen wurden später auf unbestimmte Zeit verschoben. Damit regiert Abbas seit 2009 ohne demokratische Legitimation, da auch später angekündigte Präsidentschaftswahlen ausblieben.
Im April 2009 wurde Abbas von US-Präsident Barack Obama empfangen, der neben der Einstellung der Siedlungsaktivitäten Israels in den besetzten Gebieten von den Palästinensern mehr Sicherheit im Westjordanland und ein klares Vorgehen gegen anti-israelische Hetze in Schulen und Moscheen einforderte. Das Gespräch galt als Teil der neuen Nahost-Politik unter Obamas neuer Regierung. Daraufhin bekannte sich Mitte Juni 2009 der israelische Ministerpräsident Benjamin Netanjahu in einer Rede erstmals zu einer Zweistaatenlösung mit den Palästinensern. Wenige Wochen später erhob der im Exil lebende Fatah-Generalsekretär Faruq al-Qadumi schwere Vorwürfe gegen Abbas. Laut Protokollen habe sich Abbas im März 2004 mit dem israelischen Ministerpräsidenten Ariel Scharon und hochrangigen Vertretern der US-Regierung getroffen. Scharon habe unter anderem eine Vergiftung von Palästinenserpräsident Jassir Arafat (1929–2004) und die Ermordung von wichtigen Palästinenserführern gefordert. Vieles davon sei später in die Tat umgesetzt worden. Um weitere Gespräche mit der Hamas über eine allfällige Kooperation zu unterstützen, hat er im Juni 2009 die Entlassung aller Hamas-Mitglieder in Gefängnissen des Westjordanlandes angeordnet.
Anfang August 2009 wurde Abbas als Vorsitzender seiner gemäßigten Organisation Fatah wiedergewählt.
Im September 2009 wurde ein vom UN-Menschenrechtsrat in Auftrag gegebener UN-Sonderbericht unter Leitung des ehemaligen südafrikanischen Richters Richard Goldstone veröffentlicht, in dem sowohl Israel als auch der Hamas vorgeworfen wurde, während der Operation „Gegossenes Blei“ Kriegsverbrechen und möglicherweise auch Verbrechen gegen die Menschlichkeit begangen zu haben. Auf ökonomischen Druck der USA stimmte Mahmud Abbas am 2. Oktober 2009 zu, den Goldstone-Bericht vom UN-Menschenrechtsrat nicht annehmen zu lassen und bis zum Frühjahr 2010 auf Eis zu legen. Dies löste eine Welle der Empörung unter den Palästinensern aus.
Anfang Mai 2011 unterschrieb Abbas gemeinsam mit Ismail Haniya (Hamas) zur Überraschung vieler ein Versöhnungsabkommen, das eineinhalb Jahre zuvor die ägyptische Führung in Auftrag der Arabischen Liga aufgesetzt hatte. Beide Fraktionen planten, eine gemeinsame Übergangsregierung zu bilden und danach mit zwei Jahren Verspätung Parlamentswahlen durchzuführen. Palästinensische Politikexperten führten diesen Schritt auf die arabischen Aufstände seit Beginn des Jahres 2011 zurück. Die Verhandlungen über eine gemeinsame Regierung scheiterten jedoch zum zweiten Mal nach 2009, so dass Fayyad auch dieses Mal eine Regierung aus Fatah-Vertretern und Unabhängigen bildete.
Abbas kündigte im Januar 2012 Präsidentschaftswahlen für den Mai 2012 an, bei denen er nicht mehr für eine neue Amtszeit kandidieren wolle. Auch diese Wahlen wurden später auf unbestimmte Zeit verschoben. Im Jahr 2024 machte M. Abbas immer noch verschiedene Staatsbesuche unter seinem Titel Palästinenserpräsident.

### Antrag auf UN-Mitgliedschaft Palästinas
Am 23. September 2011 beantragte Abbas die Vollmitgliedschaft für einen Staat Palästina bei den Vereinten Nationen. Er begründete seinen Vorstoß vor allem mit den gescheiterten Verhandlungen für einen Friedensschluss zwischen Israelis und Palästinensern, die im September 2010 unter Beteiligung der USA, des Nahost-Quartetts, Ägyptens, Jordaniens und der beiden Konfliktparteien begonnen hatten. Der israelische Ministerpräsident Netanjahu forderte die UN-Vollversammlung auf, dem palästinensischen Gesuch nicht zu entsprechen. Er bestand darauf, dass Israel auch nach einem Friedensschluss eine langfristige militärische Präsenz in einem unabhängigen Palästinenserstaat behalten müsse; Abbas lehnt dies ab. Die Rede Abbas’ in New York war überall im Westjordanland auf Großbildschirmen übertragen worden. Tausende Palästinenser feierten den Antrag ihres Landes.

### Beitritt zum Internationalen Strafgerichtshof
Nach der im April 2014 gescheiterten Friedensresolution im Sicherheitsrat der Vereinten Nationen startete Abbas den Beitritt zum Internationalen Strafgerichtshof (IStGH). Die Friedensresolution, die Israel zu einem Abzug aus den Palästinenser-Gebieten bis 2017 aufgefordert hätte, war mit knapper Mehrheit abgelehnt worden, und die USA hatten zudem ihr Veto eingelegt. Am 31. Dezember 2014 unterzeichnete Abbas 22 internationale Verträge, darunter das Römische Statut, die rechtliche Basis für das Strafgericht in Den Haag. Die Hamas-Führung hatte sich mit diesem Schritt einverstanden erklärt und war einverstanden, sich dem Risiko auszusetzen, ihrerseits wegen Kriegsverbrechen angeklagt zu werden, man sei dazu willens, solange die palästinensischen Kriegsverbrechen-Vorwürfe gegenüber israelischen Militärs und deren Führung vom IStGH untersucht würden.
Mit einer Ratifizierung des Rom-Statuts ist das Gericht für Kriegsverbrechen und Verbrechen gegen die Menschlichkeit in Palästina einschließlich des Gazastreifens zuständig. Zur Begründung sagte Abbas: „Sie greifen uns und unser Land jeden Tag an, und bei wem können wir uns beschweren? Der Sicherheitsrat hat uns im Stich gelassen – an wen sollen wir uns wenden?“ Im 50 Tage dauernden Gaza-Krieg im Juli 2014, ausgelöst durch dauernden Raketenbeschuss auf Israel aus dem Gazastreifen, waren fast 2200 Palästinenser getötet worden, auf israelischer Seite starben 67 Soldaten und sechs Zivilisten.

### Absage von Parlamentswahlen und Tod eines Kontrahenten im Jahr 2021
Im Frühjahr 2021 sagte Abbas die geplanten Parlamentswahlen im Westjordanland ab. Auch Rivalen innerhalb der eigenen Fatah-Partei hatten ihn herausgefordert – und eine Liste namens „Freiheit und Würde“, angeführt von Nizar Banat, aufgestellt. Dieser wurde Ende Juni 2021 von Sicherheitskräften der Palästinensischen Autonomiebehörde aufgesucht und zu Tode geprügelt. Danach kam es zu tagelangen Protesten im Westjordanland, die von der PA niedergeschlagen wurden. Stand 2021 waren die USA, in denen die Sicherheitskräfte ausgebildet wurden, und die Europäische Union die größten Geldgeber der PA.

## Antisemitische Äußerungen

### Studium und wissenschaftliche Karriere
Im Laufe seiner politischen Karriere warfen Kritiker dem Fatah-Politiker immer wieder antisemitische Aussagen vor. 1982 promovierte Abbas mit einer Doktorarbeit über die Zusammenhänge zwischen Zionismus und Nazismus 1933–1945. Darin bezweifelt Abbas, dass zur Vernichtung der Juden Gaskammern verwendet wurden, und stellt in Abrede, dass im Holocaust sechs Millionen Juden ermordet wurden. Stattdessen stellte er in den Raum, dass „möglicherweise weniger als eine Million“ Juden getötet wurden.

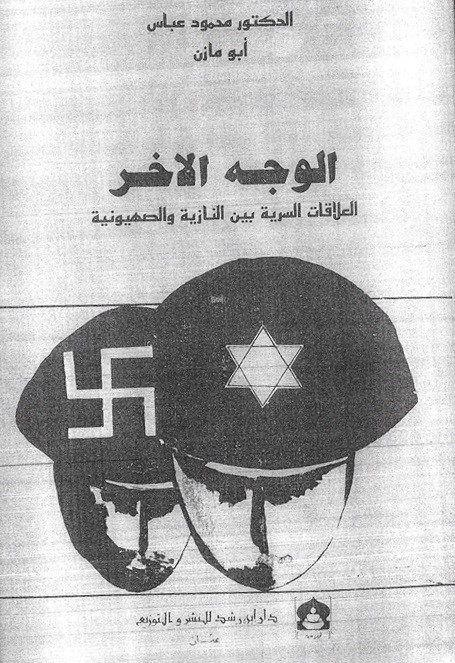
Die andere Seite (Dissertation 1984)

 1984 veröffentlichte Abbas ein Buch mit dem Titel „Die andere Seite: Die geheime Beziehung zwischen Nazismus und Zionismus“ (Arabisch: Al-Wajh al-Āchar: Al-'Alāqat al-Sirriya bain al-Nāzīya wa al-Sahyūniya). In dem Buch bestritt Abbas erneut die Tatsache, dass sechs Millionen Juden im Holocaust ermordet wurden, und nannte die Zahl einen „Mythos“ und eine „fantastische Lüge“. Stattdessen argumentierte er, dass die wahre Opferzahl allerhöchstens bei 890 000 oder gar nur einigen Hunderttausenden liege. Laut Abbas hätten Zionisten ein politisches Interesse daran, die Zahlen gezielt überhöht darzustellen, um politisch davon zu profitieren. Er argumentierte zudem, dass jüdische Zionisten Mittäter gewesen seien und so auch Verantwortung am Holocaust hätten. Seine Argumente stützte er dabei auch auf Aussagen von Holocaustleugnern.

### Rede vor dem Palästinensischen Nationalrat
Am 1. Mai 2018 hielt Abbas vor dem Palästinensischen Nationalrat eine antisemitische Rede, in der er den Juden die Schuld am Holocaust gab. Dieser sei nicht durch Antisemitismus ausgelöst worden, sondern durch das „soziale Verhalten“ der Juden, sagte Abbas. Dazu zählte Abbas unter anderem das Verleihen von Geld. Er vertrat in seiner Rede zudem die Ansicht, das jüdische Volk habe keine historischen Wurzeln in der Nahost-Region. Zugleich erklärte Abbas aber: „Ich sage hier nicht, dass Israel entfernt werden solle. Israel existiert, und alles, was ich will, ist ein Staat, sodass wir zusammen in Frieden leben können.“
Der israelische Staatspräsident Reuven Rivlin erklärte daraufhin, Abbas habe in seiner Rede „genau das gesagt, was dazu geführt hat, dass er vor Jahren des Antisemitismus und der Holocaustleugnung beschuldigt wurde“. Ebenfalls 2018 hatte Abbas bereits im Januar in einer umstrittenen Rede Israel als „koloniales Projekt“ bezeichnet, „das nichts zu tun hat mit Juden, die Juden wurden stattdessen als Werkzeug benutzt“. 
Am 4. Mai 2018 entschuldigte sich Abbas für seine Äußerungen vor dem Nationalrat in einer öffentlichen Mitteilung und distanzierte sich vom Antisemitismus „in all seinen Formen“. Seine Entschuldigung wurde aber vom israelischen Verteidigungsminister Avigdor Lieberman nicht angenommen.

### Holocaustrelativierende Äußerung im deutschen Bundeskanzleramt 2022
In einer Pressekonferenz am 16. August 2022 mit dem deutschen Bundeskanzler Olaf Scholz wurde Abbas gefragt, ob er sich für das Attentat auf israelische Sportler während der Olympischen Spiele 1972 in München entschuldige. Abbas ließ diese Frage unbeantwortet und beschuldigte stattdessen Israel des Holocausts an den Palästinensern. Israel habe, so Abbas, seit 1947 bis zum heutigen Tag 50 Massaker in 50 palästinensischen Orten begangen, das seien „50 Massaker, 50 Holocausts“.
Scholz hatte Abbas bereits vorher offen kritisiert, weil er die israelische Politik als Apartheidsystem bezeichnet hatte. Der israelische Ministerpräsident Jair Lapid wies den Vorwurf zurück: „Dass Mahmud Abbas Israel beschuldigt, ‚50 Holocausts‘ begangen zu haben, während er auf deutschem Boden steht, ist nicht nur eine moralische Schande, sondern eine ungeheuerliche Lüge.“ In einem Interview mit der Boulevardzeitung Bild distanzierte sich Scholz von dem Holocaust-Vorwurf. Der Zentralrat der Juden in Deutschland kritisierte Scholz dafür, die Holocaust-Relativierung nicht bereits bei der Pressekonferenz zurückgewiesen zu haben.
Die palästinensische Nachrichtenagentur Wafa schrieb einen Tag nach Abbas’ Äußerungen, dass dieser bekräftigt habe, dass der Holocaust „das abscheulichste Verbrechen der modernen menschlichen Geschichte“ sei, und dass Abbas auch gesagt habe, er habe in Berlin nicht die Einzigartigkeit des Holocaust in Frage stellen wollen. Die Augsburger Allgemeine schrieb, dass Abbas „ein diffuses Verhältnis zur Gewalt hat, Judenhass schürt und in den Palästinensergebieten alles will, nur keine Demokratie“. Abbas habe „sich endgültig als antisemitischer Scharfmacher“ entlarvt.
Die Polizei Berlin ermittelt wegen der Äußerung gegen Abbas wegen des Anfangsverdachts der Volksverhetzung. Nach Angaben des deutschen Rechtswissenschaftlers Michael Kubiciel habe es („ausschlaggebende Bedeutung“) für die Ermittlung, „ob Palästina ein Staat ist oder nicht“. Als Repräsentant eines anderen Staates würde Abbas Immunität vor Strafverfolgung genießen. Deutschland hat Palästina nicht als Staat anerkannt.

### Äußerungen des 24. August 2023
In einer Rede auf der 11. Sitzung des Revolutionsrates der Fatah am 24. August 2023 im Präsidialamt in Ramallah behauptete Abbas: „Sie sagen, dass Hitler die Juden getötet hat, weil sie Juden waren, und dass Europa die Juden gehasst hat, weil sie Juden waren.“ Dies sei falsch. „Die (Europäer) kämpften gegen diese Menschen wegen ihrer Rolle in der Gesellschaft, die mit Wucher, Geld und so weiter zu tun hatte.“
Mehr als einhundert palästinensische Akademiker, Künstler und Personen des öffentlichen Lebens (darunter Rashid Khalidi, Raja Shehadeh, Michel Khleifi, Haneen Zoabi, Basel Ghattas, Omar Barghouti, und Rashida Tlaib) verurteilten die antisemitischen Äußerungen von Abbas in einem offenen Brief und erklärten: „Wir lehnen strikt jeden Versuch ab, Antisemitismus, Naziverbrechen gegen die Menschlichkeit oder Geschichtsrevisionismus im Hinblick auf den Holocaust zu verharmlosen, falsch darzustellen oder zu rechtfertigen.“ Sie betonten auch, dass Abbas seit dem Auslaufen seines Mandats im Jahr 2009 nicht mehr rechtmäßig im Amt sei. Als Reaktion auf seine Aussagen entzog die Bürgermeisterin von Paris Anne Hidalgo dem Politiker die Médaille de la Ville de Paris.

## Familie
Mahmud Abbas hat drei Söhne: Mazen, Yasser und Tareq. Am bekanntesten ist Yasser Abbas, ein Multimillionär mit kanadischem Pass.

## Schriften
- Ṭarīq Ūslū: muwaqqiʿ al-ittifāq yarwī al-asrār al-ḥaqīqīya li'l-mufāwaḍāt. Šarikat al-Maṭbūʿāt li'ṭ-Tauzīʿ wa'n-Našr, Bairūt 1994[49]
- Through secret channels: the road to Oslo: senior PLO leader Abu Mazen’s revealing story of the negotiations with Israel. Garnet Publishing, Reading 1995, ISBN 1-85964-047-8[50]